# Malo Polje
Malo Polje je naselje v Občini Ajdovščina. (tudi Malo Polje pri Colu)

## Prebivalstvo
Etnična sestava 1991:

Slovenci: 79 (100 %)